# Puchar Ligi Polskiej (1999/2000)
Puchar Ligi Polskiej 1999/2000 – turniej piłkarski w Polsce mający na celu wyłonienie zdobywcy Pucharu Ligi Polskiej w sezonie 1999/2000. W rozgrywkach brało udział 16 drużyn występujących w sezonie 1999/2000 w I lidze. Rozgrywki odbyły się po raz pierwszy od 20 lat.
W Pucharze Ligi Polskiej w sezonie 1999/2000 brały udział następujące drużyny:
- Amica Wronki
- Dyskobolia
- Górnik Zabrze
- Lech Poznań
- Legia Warszawa
- ŁKS Łódź
- Odra Wodzisław Śląski
- Petro Płock
- Pogoń Szczecin
- Polonia Warszawa
- Ruch Chorzów
- Ruch Radzionków
- Stomil Olsztyn
- Widzew Łódź
- Wisła Kraków
- Zagłębie Lubin

Puchar rozgrywany był metodą mecz-rewanż. Zwycięzcy awansowali do następnej rundy. Finał rozgrywany był na stadionie zespołu, który zajął wyższą lokatę w lidze w poprzednim sezonie (czyli stadionie Legii Warszawa).

## I runda
1-2 września - 4-5 września 1999
| Drużyna        | 1 mecz | Ogólnie | Rewanż | Drużyna               |
| ŁKS Łódź       | 3 - 0  | 3 - 0   | 0 - 0  | Amica Wronki          |
| Dyskobolia     | 1 - 3  | 1 - 7   | 0 - 4  | Górnik Zabrze         |
| Stomil Olsztyn | 2 - 3  | 3 - 3 ¹ | 1 - 0  | Polonia Warszawa      |
| Pogoń Szczecin | 3 - 2  | 5 - 4   | 2 - 2  | Lech Poznań           |
| Ruch Chorzów   | 0 - 0  | 0 - 2   | 0 - 2  | Legia Warszawa        |
| Petro Płock    | 4 - 2  | 6 - 4   | 2 - 2  | Zagłębie Lubin        |
| Wisła Kraków   | 2 - 0  | 3 - 1   | 1 - 1  | Ruch Radzionków       |
| Widzew Łódź    | 0 - 0  | 0 - 1   | 0 - 1  | Odra Wodzisław Śląski |

## Ćwierćfinały
5-6 października - 8, 9 i 10 października 1999
| Drużyna               | 1 mecz | Ogólnie | Rewanż | Drużyna        |
| Odra Wodzisław Śląski | 1 - 1  | 4 - 2   | 3 - 1  | Górnik Zabrze  |
| Polonia Warszawa      | 3 - 0  | 5 - 2   | 2 - 2  | Wisła Kraków   |
| Petro Płock           | 0 - 2  | 0 - 3   | 0 - 1  | Pogoń Szczecin |
| ŁKS Łódź              | 1 - 1  | 2 - 3   | 1 - 2  | Legia Warszawa |

## Półfinały
21-22 marca - 4-5 kwietnia 2000
| Drużyna               | 1 mecz | Ogólnie | Rewanż | Drużyna          |
| Odra Wodzisław Śląski | 0 - 0  | 0 - 4   | 0 - 4  | Polonia Warszawa |
| Legia Warszawa        | 4 - 0  | 5 - 1   | 1 - 1  | Pogoń Szczecin   |

## Finał
| 1 25 kwietnia 2000 20:00 CET | Legia Warszawa · Czereszewski 38' | 1:2(1:1) | Polonia Warszawa · Gołaszewski 34' · Boldt 90' | Stadion Wojska Polskiego · Warszawa, Polska · Sędzia: Andrzej Czyżniewski Polska |
|                              |                                   |          |                                                |                                                                                  |